# Dendropsophus walfordi
Dendropsophus walfordi es una especie de anfibios de la familia Hylidae.
Habita en la cuenca amazónica en Brasil y posiblemente en Bolivia.
Sus hábitats naturales incluyen bosques tropicales o subtropicales secos y a baja altitud, sabanas secas y húmedas, ríos, marismas intermitentes de agua dulce, pastos, jardines rurales, áreas urbanas, zonas previamente boscosas ahora muy degradadas, estanques, canales y diques.